# Jan Baran-Bilewski

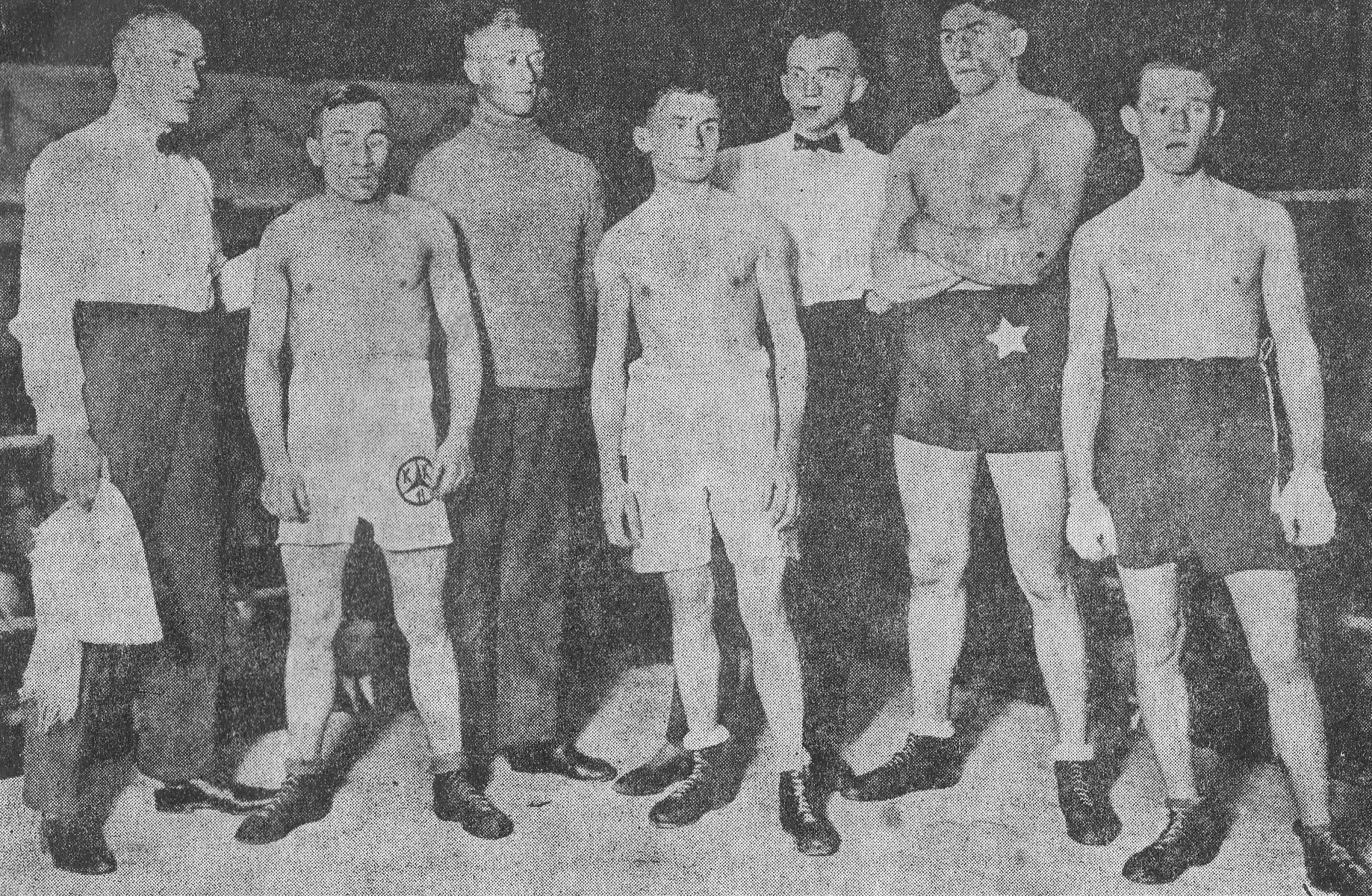
Jan Baran-Bilewski (trzeci z lewej) z uczestnikami I Mistrzostw Polski w Boksie (1924)

Jan Baran-Bilewski (ur. 12 grudnia 1895 w Racławówce, zm. 27 stycznia 1981 w Warszawie) – polski lekkoatleta, średnio i długodystansowiec, pułkownik dyplomowany Wojska Polskiego.

## Życiorys
Od 1921 roku pełnił służbę w Centralnej Wojskowej Szkole Gimnastyki i Sportów w Poznaniu. Początkowo jego oddziałem macierzystym był 56 pułk piechoty wielkopolskiej w Krotoszynie, a od 1923 roku – 79 pułk piechoty w Słonimiu. 3 maja 1922 roku został zweryfikowany w stopniu kapitana ze starszeństwem z dniem 1 czerwca 1919 roku i 1313. lokatą w korpusie oficerów piechoty. W 1928 roku pełnił służbę w 57 pułku piechoty wielkopolskiej w Poznaniu. Następnie pełnił służbę w Centralnym Instytucie Wychowania Fizycznego w Poznaniu.
Od 15 czerwca do 15 września 1930 roku odbył staż w artylerii i piechocie. Od 15 października do 15 grudnia 1930 roku ukończył Kurs Próbny przy Wyższej Szkole Wojennej. 5 stycznia 1931 roku został powołany do Wyższej Szkoły Wojennej w Warszawie, w charakterze słuchacza XI Kursu 1930–1932. 1 listopada 1932 roku, po ukończeniu kursu i otrzymaniu dyplomu naukowego oficera dyplomowanego, został przeniesiony do Departamentu Piechoty Ministerstwa Spraw Wojskowych w Warszawie. 28 czerwca 1933 roku został przeniesiony do Wojskowego Instytutu Geograficznego w Warszawie. Na majora został mianowany ze starszeństwem z 19 marca 1938 i 4. lokatą w korpusie oficerów administracji, grupa administracyjna.
W czasie kampanii wrześniowej 1939 roku walczył w sztabie 41 Dywizji Piechoty na stanowisku kwatermistrza. W czasie wojny przebywał w Oflagu II C Woldenberg. W 1944 roku był organizatorem olimpiady obozowej.
Po II wojnie światowej w latach 1945–1947 zasiadał w zarządzie Polskiego Związku Lekkiej Atletyki. Od 1946 do 1949 roku był dyrektorem Wojewódzkiego Urzędu Wychowania Fizycznego w Poznaniu, a w 1949 został szefem wyszkolenia w organizacji „Służba Polsce”. W 1953 roku został redaktorem w wydawnictwie Sport i Turystyka. Autor podręczników o tematyce lekkoatletycznej, bokserskiej i związanej z pięciobojem nowoczesnym. 
Został pochowany na stołecznym Cmentarzu Wojskowym na Powązkach (kwatera B 21-6-4)

## Działalność sportowa
W 1920 roku jako najlepszy zawodnik w kraju na dystansie 1500 metrów, uzyskuje nominację olimpijską na igrzyska w Antwerpii. „Biegi średnie są całkowicie pod znakiem fenomenalnego polskiego biegacza na te przestrzenie, Barana. Forma jego i styl już na początku sezonu budzą podziw. Zwłaszcza bieg 1500m, zabierający temu polskiemu rekordziście zaledwie niewiele ponad 4 minuty czasu. Jest to już czas Olimpijski. A czas swój Baran niewątpliwie jeszcze poprawi.”. Jednakże ze względu na trudną sytuację polityczną i wojenną – toczoną w tym czasie wojnę z bolszewikami, podjęto decyzję o rezygnacji z wysłania polskich sportowców do Antwerpii.
Na pierwszych w historii lekkoatletycznych mistrzostwach Polski seniorów, które odbyły się w 1920 roku we Lwowie zdobył złoto w drużynowym biegu na 3000 metrów, srebro w rywalizacji indywidualnej na tym dystansie oraz brąz w biegu na 800 metrów. Dwa wicemistrzostwa kraju – w biegach na 1500 oraz 5000 metrów – wywalczył w 1921 roku (wówczas był też mistrzem w przełajach). Kolejne medale krajowego czempionatu – srebrne – zdobywał w 1922 (bieg na 5000 metrów) i 1923 (bieg na 1500 metrów). Bronił barw narodowych w meczu międzypaństwowym przeciwko Czechosłowacji i Jugosławii w Pradze (1922) zajmując w biegu na 5000 metrów 5. miejsce ze stratą 100 metrów do zwycięzcy. Rekordy życiowe: bieg na 1500 metrów – 4:18,0 (8 sierpnia 1919, Lwów); bieg na 5000 metrów – 16:51,1 (30 września 1922, Warszawa).
Oprócz lekkoatletyki uprawiał także pięciobój nowoczesny zdobywając w tej konkurencji trzy medale mistrzostw Polski – srebrny w 1926 oraz brązowe w 1928 i 1929. Zakwalifikowany został do reprezentacji olimpijskiej w pięcioboju w 1928 roku w Amsterdamie – będąc równocześnie członkiem kierownictwa reprezentacji – jednakże odniesiona na miejscu kontuzja kolana wykluczyła do ze startu w zawodach.
W 1924 i 1928 roku był członkiem kierownictwa reprezentacji na igrzyska olimpijskie. W latach 1925–1927 obowiązki służbowe łączył z funkcją prezesa Polskiego Związku Bokserskiego. W 1925 roku wydał poradnik „Boks Technika Zaprawa Przepisy” Poznań 1925 r. Wydaną przez Drukarnie Reklamową Teodora Piątkowskiego – był to pierwszy tego typu poradnik w Polsce. W 1929 otrzymał Dyplom zasługi przyznany przez Zarząd Powszechnej Wystawy Krajowej.

## Życie prywatne
Jego młodszy brat Józef (1899–1940), kapitan artylerii Wojska Polskiego, również był lekkoatletą, olimpijczykiem z Amsterdamu (1928); został zamordowany w Katyniu.

## Ordery i odznaczenia
- Krzyż Niepodległości
- Krzyż Walecznych (czterokrotnie)
- Srebrny Krzyż Zasługi (10 listopada 1928)[13]
- Medal 10-lecia Polski Ludowej (18 stycznia 1955)[14]